# Werner Siebler
Werner Siebler (* 14. November 1955) ist ein deutscher Gewerkschafter und ehemaliger Postbote, der als Opfer des Radikalenerlasses bekannt wurde.

## Leben
Werner Siebler wuchs in der Nähe von Freiburg im Breisgau auf. Sein Vater arbeitete in einer Chemiefabrik, die Eltern gingen darüber hinaus der Landwirtschaft nach. Das Elternhaus war religiös geprägt. Siebler wollte ursprünglich Pfarrer werden und fühlte sich dem Christentum auch nach seiner Hinwendung zum Kommunismus lange verbunden. In seiner Jugend gehörte er der SDAJ an. Während einer Reise in die DDR lernte er in Dresden eine junge Frau kennen und plante deswegen auch zeitweise überzusiedeln. Außerdem bereiste er die Sowjetunion.
Im Alter von 14 Jahren begann Siebler für die Deutsche Bundespost zu arbeiten. Den Wehrdienst leistete er beim Gebirgsjägerbataillon 233 ab und war dort Mitherausgeber einer Zeitschrift, in der Schikanen gegenüber Soldaten angeprangert wurden. Danach arbeitete er wieder für die Post. 1984 wurde auf Grundlage des Radikalenerlasses ein Berufsverbot gegen Siebler und zwei seiner Kollegen verhängt, außerdem erhielt er Hausverbot im Hauptpostamt Freiburg. Als Begründung diente die Mitgliedschaft in der DKP. Bei den vorausgehenden Anhörungen argumentierte er unter Bezug auf das Grundgesetz für die Aufrechterhaltung seines Dienstverhältnisses. Außerdem schlug er die Möglichkeit aus, auf seinen Beamtenstatus zu verzichten und als Angestellter weiterbeschäftigt zu werden. Der Fall erregte öffentliches Aufsehen, z. B. warb die DKP mit einer Plakataktion für seinen Verbleib bei der Post.
Anschließend arbeitet Siebler als Kraftfahrer, war aber auch zeitweise arbeitslos. Gemäß einer im November 1990 getroffenen Entscheidung des Freiburger Arbeitsgerichtes wurde er ab 1991 wieder von seinem früheren Dienstherrn beschäftigt. Siebler war danach zunächst im Briefabgang und anschließend wieder in der Zustellung tätig, wurde jedoch nach der Wahl in den Betriebsrat 1996 von seiner Arbeit freigestellt. Am 1. Juli 2019 trat er in den Ruhestand ein. Seine Altersrente liegt 500 Euro unter dem Betrag, den er bei durchgehender Beschäftigung in seinem Beruf bezogen hätte. Nach eigener Schätzung ist ihm durch die Auswirkungen des Radikalenerlasses ein finanzieller Schaden von mehreren hunderttausend Euro entstanden.
Siebler ist Mitglied der Gewerkschaft ver.di und hatte außerdem den Vorsitz des DGB-Stadtverbandes Freiburg inne. Er ist darüber hinaus als Laienrichter am Landesarbeitsgericht Baden-Württemberg und in mehreren sozialen Vereinigungen ehrenamtlich tätig. Bei der Stadtratswahl im Jahr 2019 trat Siebler als Mitglied des Bündnisses Linke Liste – Solidarische Stadt Freiburg an. Er ist Mitglied des Bundesarbeitsausschusses der Initiative gegen Berufsverbote und für die Verteidigung der demokratischen Grundrechte. 2018 wurde ihm die Hans-Böckler-Medaille verliehen.
Siebler ist verwitwet, hat zwei Kinder und wohnt mit seiner Lebensgefährtin in Vauban.